# Короли Осрайге

Основные королевства Ирландии в XI веке.

Короли Осрайге — правители одноимённого королевства в средневековой Ирландии (ок. 100—1176).

## История королевства
Осрайге — государство, которое было буфером между большими королевствами Лейнстер и Мунстер. Его южными границами были реки Шур и Барроу. Вначале королевство имело выход к Ирландскому морю, а короли Осрайге имели некоторое влияние на норвежских королей Уотерфорда. На севере королевство достигало гор Слив Блум и реки Шаннон, но затем уменьшилось в размерах. Столицей королевства Осрайге был город Килкенни.
Королевство Осрайге находилось на территории современных графств Килкенни и Лиишь. Королевство было завоевано Англией и прекратило своё существование в 1172 году.

## Список королей Осрайге

### Ранние короли (до 800 года)
- Энгус Осрайг (ирл. — Aenghus Osraigh) (ок. 100—130), основатель королевства.
- Лойгире Бирн Буадах (ок. 130—150), сын Энгуса Осрайга
- Амальгайд, сын Лойгире
- Эоху Ламдойт, сын Амальгайда
- Буан (Ку Корб), сын Эоху Ламдойта, король Лагена.
- Ниа Корб, сын Буана, король Лагена.
- Кайрпре Дамаркайд (ок. 284), сын Ниа Корба
- Коналл, сын Кайрпре
- Руманн Дуах, сын Коналла
- Фолан, сын Руманна Дуаха
- Лайгнед Файлид, сын Фолана[источник не указан 3137 дней]
- Бикне Каох (ок. 480—510), сын Лайгнеда Файлида
- Кукрайд мак Дуах Иарлейт (ок. 510—540)
- Колман Мор (ок. 540—570), сын Бикне Каоха
- Фередах Финн мак Дуах (ирл. — Feradach Finn mac Duach) (ум. 581).
- Колман мак Ферадайг (ирл. — Colmán mac Feradaig) (ум. 603), сын Фередаха Финна
- Сканнланн Мор мак Кинн Фаэдлад (ирл. — Scannlan Mór mac Cinn Fáelad) (ум. 644)
- Фаэлан мак Крундмайл (ирл. — Fáelán mac Crundmaíl) (ум. 660).
- Туайм Снамха (ирл. — Tuaim Snámha) (ум. 678).
- Фаэлхар Уа Маэл Одрайн (ирл. — Fáelchar Ua Máele Ódrain) (ум. 693), внук Маэла Одры, сына Сканнланна Мора
- Ку Херка мак Фаэлайн (ирл. — Cú Cherca mac Fáeláin) (ум. 712), сын Фаэлана мак Крундмайла
- Фланн мак Конгайле (ирл. — Fland mac Congaile) (713—730)
- Айлиль мак Фаэлайн (ирл. — Ailill mac Fáeláin) (ок. 730), сын Фланна мак Конгайле
- Келлах мак Фаэлхайр (ирл. — Cellach mac Fáelchair) (ум. 735), сын Фаэлаха Уа Маэла Одрайна, правил в 730—735
- Форбасах мак Айлелла (ирл. — Forbasach mac Ailella) (ум. 740), сын Айлиля мак Фаэлайна
- Анмхад мак Кон Херка (ирл. — Anmchad mac Con Cherca) (ум. 761), сын Ку Херки мак Фаэлайна
- Тойм Снама мак Флайнн (ирл. — Tóim Snáma mac Flainn) (ум. 770), сын Фланна мак Конгайле
- Дунгал мак Келлайг (ирл. — Dúngal mac Cellaig) (ум. 772), сын Келлаха мак Фаэлхайра
- Фаэлан мак Форбасайг (ирл. — Fáelán mac Forbasaig) (ум. 786), сын Форбасаха мак Айлелла
- Маэл Дуйн мак Куммасайг (ирл. — Máel Dúin mac Cummascaig).
- Фергал мак Анмхада (ирл. — Fergal mac Anmchada) (ум. 802), сын Амхада мак Кон Херки.

### Поздние короли (с 842 до 1172 год)
- Дунгал мак Фергайле (ирл. — Dúngal mac Fergaile) (ум. 842) (802—842).
- Кербалл мак Дунлайнге (ирл. — Cerball mac Dúnlainge) (842—888), сын и преемник Дунгала мак Фергайле — победитель викингов и строитель монастыря Святого Канике.
- Риакан мак Дунлайнге (ирл. — Riacan mac Dunlainge) (888—894), сын Дунгала мак Фергайле и брат Кербалла
- Диармайт мак Кербайлл (ирл. — Diarmait mac Cerbaill) (894—905), сын Кербалла мак Дунлайнге
- Келлах мак Кербайлл (ирл. — Cellach mac Cerbaill) (905—908), сын Кербалла мак Дунгайнге
- Диармайт мак Кербайлл (ирл. — Diarmait mac Cerbaill) (908—928), сын Кербалла мак Дунгайнге.
- Куйлен мак Келлайг (ирл. — Cuilen mac Cellaig) (928—933), сын Келлаха мак Кербайлла
- Доннхад мак Келлайг (ирл. — Donnchad mac Cellaig) (934—976), сын Келлаха мак Кербайлла
- Гилла Патрайк мак Доннхада (ирл. — Gilla Patráic mac Donnchada) (976—996), сын Доннхада мак Келлайга
- Келлах мак Диармата (ирл. — Cellach mac Diarmata) (996—1103), сын Доннхада мак Келлайга и брат Гиллы Патрайка
- Доннхад мак Гилла Патрайк (ирл. — Donnchad mac Gilla Pátraic) (1003—1039), сын Гилла Патрайка
- Гилла Патрайк мак Доннхада (ирл. — Gilla Patráic mac Donnchada) (1039—1055), сын Доннхада мак Гилла Патрайка
- Муйрхертах мак Гилла Патрайк (ирл. — Muirchertach mac Gilla Patráic (? — 1041), сын Гилла Патрайка
- Домналл мак Гилла Патрайк (ирл. — Domnall mac Gilla Patráic) (1055—1072), сын Гилла Патрайка
- Доннхад мак Домнайлл (ирл. — Donnchad mac Domnaill) (1072—1090), сын Домналла мак Гилла Патрайка
- Гилла Патрайг Руад (ирл. — Gilla Patráic Ruad) (1090—1103)
- Кербалл (ирл. — Cerball) (1103—1113)
- Домналл мак Доннхада мак Гилла Патрайк (ирл. — Domnall mac Donnchada Mac Gilla Patráic) (? — 1113).
- Финн Уа Келлайде (ирл. — Finn Ua Caellaide) (-?)
- Доннхад Балк мак Гилла Патрайк Руайд (ирл. — Donnchad Balc mac Gilla Patráic Ruaid) (1119—1123), сын Гилла Патрайка Руада
- Доннхад Дуб (ирл. — Donnchad Dub) (1121—1123)
- Мурхад мак Мурхад (ирл. — Murchad Mac Murchada) (1123—1126)
- Конхобар мак Кербайлл (ирл. — Conchobar mac Cerbaill) (1123—1126)
- Гилла Патрайк мак Домнайлл мак Гилла Патрайк (ирл. — Gilla Patráic mac Domnaill Mac Gilla Patráic) (1126—1146)
- Кербалл мак Домнайлл мак Гилла Патрайк (ирл. — Cerball mac Domnaill Mac Gilla Patraic) (1146—1163), брат Гилла Патрайка
- Мурхад Уа Кеаллайде (ирл. — Murchad Ua Caellaide) (? — ?)
- Доннхад мак Гилла Патрайк мак Гилла Патрайк (ирл. — Donnchad mac Gilla Patráic Mac Gilla Patráic) (1151—1162), сын Гилла Патрайка
- Домналл мак Гилла Патрайк (ирл. — Domnall Mac Gilla Patráic) (1162/1163—1165).
- Домналл мак Гилла Патрайг (ирл. — Domnall Mac Gilla Patráic) (1165—1176).
- Диармайт Уа Келлайде (ирл. — Diarmait Ua Caellaide) (1170—1172), соправитель Домналла мак Гилла Патрайка